# Liud-
Liud- ist ein Wortbestandteil in verschiedenen Personennamen.

## Herkunft und Bedeutung
Personennamen mit Liud- wurden seit dem 6. Jahrhundert erwähnt (Liudger) und traten seit dem 9. Jahrhundert öfter auf (Liudolf > Liudolfinger). 
Auch im slawischsprachigen Raum wurden im 9. Jahrhundert solche Personennamen genannt (Ludmilla von Böhmen, Ljudevit von Pannonien).
Die Silbe leitete sich möglicherweise von althochdeutsch liud Leute, Schar, Volk ab. Die Namen wurden wie andere zweiteilige germanische Personennamen, z. B. Theoderich, Siegfried, ... gebildet.

## Namen

### Germanische Herkunft
- Liudger
- Liudhart
- Liudolf
- Ludwig

### Slawische Namen
- Ljud
- Ljudevit
- Ludmila, Liuda, Liudas
- Liudomir